# Іларіонівська вулиця
Іларіонівська вулиця — вулиця в Самарському районі Дніпра в Північному мікрорайоні житлового району (Нижньодніпровськ)-Вузла. Названа за селищем Іларіонове, що має ім'я великого землевласника в Катеринославській губернії графа Іларіона Івановича Воронцова-Дашкова, якому в районі тільки станції Іларіонове належало 9 000 десятин землі.
Бере початок від адміністрації залізничної станції «Нижньодніпровськ-Вузол»; вулиця йде рівнинно на схід; потік транзитного транспорту долучається з Буковинської вулиці ліворуч й слідує до повороту на виїзд Іларіонівської вулиці через залізницю на Самарський узвіз; на повороті до переїзду вісь вулиці продовжується Кадровою вулицею, що йде до Старої Самарі через приватну радянську забудову селища Шевченка.
Довжина вулиці — 2500 метрів; виїзд Іларіонівської вулиці через залізницю на Самарський узвіз — 750 метрів.

## Перехрестя
- Буковинська вулиця
- Залізноводська вулиця
- Червоноводська вулиця
- Вулиця Генерала Радієвського
- Ладозька вулиця
- Планерна вулиця
- Синельниківська вулиця
- Колійна вулиця
- Синельниківський провулок
- Котельна вулиця
- Вагонна вулиця
- Деповська вулиця
- Анапська вулиця
- Конградська вулиця
- Кондукторська вулиця
- Кадрова вулиця
- Через залізничний переїзд виходить на Самарський узвіз

## Пам'ятник
Монумент «Паровоз СО-17-1613», що дійшов до Берліну за німецько-радянської війни, розташовано між № 4 і 6 за проектом архітектора В. А. Нікона в 1947 році.

## Будівлі
- № 1 — Тягова підстанція Нижньодніпровськ-Вузол-35/6/3кВ;
- № 2 — Територіальний центр пенсіонерів та одиноких непрацездатних громадян Самарського району;
- № 2н — Експлуатаційне вагонне депо Нижньодніпровськ-Вузол;
- № 2л — Будівля платформи Нижньодніпровськ-Вузол Північний;
- № 4 — Адміністрація станції Нижньодніпровськ-Вузол;
- № 6б — Відокремлений підрозділ «Енергозбут» Придніпровської залізниці;
- № 9 — Відділкова лікарня станції Нижньодніпровськ-Вузол;
- № 16 — Котельня;
- № 20к — Мостопоїзд № 57 Придніпровської залізниці
- № 24б — Строительно-монтажное эксплуатационное управление Нижнеднепровск-Узел Приднепровской железной дороги;
- № 122 — гаражний кооператив «Лада»;
- № 146 — ТОВ «Втормет»[3].